# 輟耕録
『輟耕録』（てっこうろく）は、元末の1366年に書かれた陶宗儀の随筆。30巻。正式な題名は『南村輟耕録』（なんそんてっこうろく）という（南村は陶宗儀の号）。主に元の時代のさまざまな事柄を詳しく記している。

## 概要
至正丙午（1366年）に孫作によって書かれた『輟耕録』序によると、作者の陶宗儀は元末の戦乱を避けて松江に隠棲し、農耕の手を休めて（「輟耕」の名はここに由来する）文章を書いては壺に収めて木の根元に埋めていたが、そうするうちに10年がたって、壺が多数になったので、人々を集めてそれを書物の形にまとめさせたところ、30巻になったという。
『輟耕録』は雑記であって、その内容はさまざまであるが、中でも元の時代の政治・制度・風俗・文化などを多く記していることが特筆される。
巻1には蒙古の72種と、色目人31種を列挙している。色目人に関する記述は多く、巻28には杭州の回回人の結婚の様子について記す。巻25には金の院本の一覧を記し、巻27には当時の雑劇の曲名一覧を記すなど、通俗文学の歴史を知る上でも重要な書物である。
小説的な奇抜な逸話も数多く記している。

## 内容
| 巻目 | 内容 |
| ---- | --- |
| 巻1  | 列聖授受正統、氏族（蒙古七十二種、色目三十一種、漢人八種、金人姓氏）、平江南、独松関、浙江潮、宋興亡、万歳山、大軍渡河、檄、朝儀、科挙、江南謠、白道子、官不致仕、答剌罕、皇族列拝、内八府、雲都赤、大漢、貴由赤、昔宝赤 |
| 巻2  | 聖聡、隆師重道、受佛戒、減御膳、聖倹、后徳、端本堂、徴聘、治天下匠、以官為氏、受孔子戒、不食死、染髭、殺虎張、御史挙薦、切諫、丁祭、高学士、大黄愈疾、置臺憲、内御史署銜、令史、臺字、詔西番、五刑、銭幣、巴而思、善諫、使交趾、刻名印、国璽、宣文閣、占験、権臣擅政、懐孟蛙、賊臣摂祭、叛党告遷地、土人作掾、蕭先生、端厚、㢧字 |
| 巻3  | 正統辨、貞烈、岳鄂王、木乃伊 |
| 巻4  | 発宋陵寝、相術、前輩謙譲、不苟取、論詩、賢妻致貴、奇遇、賢烈、挽文丞相詩、禱雨、広寒秋、無恙、不乱附妾 |
| 巻5  | 甪端、劈正斧、興隆笙、僧有口才、鄧中斎、汪水雲、厚徳、毀前朝玉璽、披秉歌訣、三教、授時暦法、功布、人中、発燭、嫁故人女、平反、勘釘、碑誌書法、雕刻精絶、題跋、隆友道、朱・張、交誼、假宅以死、清風堂屍跡、坐右銘、掘墳賊、廉介、甲午節気、先輩謙譲、双竹杖                                                                       |
| 巻6  | 蘭亭集刻、禊帖考、喪師衰絰、法帖譜系、評帖、淳化祖石刻、家翁、奴才、沙魘、孝行、廉使長厚、私第延賓、句曲山房熟水、吾竹房先生、抗疏諫伐宋、発䐈、鬼贓、居士、官奴、宝晋斎研山図、衛夫人 |
| 巻7  | 趙魏公書、金鰲山、委羽山、斛銘、孝感、火失剌把都、屈戌、回回石頭、黄巣地蔵、官奴、梵嫂、房老、鴛衾、奚奴温酒、掛牌延客、買宅、待士、雇僕役、誌異、課馬、客作、咸杬子、鷹背狗、官制、奎章政要、義奴、忠倡、誌怪、鬻爵、還金絶交、画師                                                                                             |
| 巻8  | |
| 巻9  | |
| 巻10 | |
| 巻11 | |
| 巻12 | |
| 巻13 | |
| 巻14 | 忠烈、瘞鶴銘、風入松、四卦、点鬼録、房中術、婦女曰娘、古刻、上頭入月、人臘、張翰林詩 |
| 巻15 | |
| 巻16 | |
| 巻17 | |
| 巻18 | |
| 巻19 | |
| 巻20 | |
| 巻21 | |
| 巻22 | |
| 巻23 | |
| 巻24 | |
| 巻25 | |
| 巻26 | 伝国璽御 |
| 巻27 | |
| 巻28 | 非程文、于闐玉仏、処士門前忮薛、憲僉案判、詩讖、邱機山、不孝陥地死、嘲回回、白県尹詩、廃家子孫詩、楽曲（大曲、小曲、回回曲）、爇梅花文、如夢令、黄門、花山賊、爵禄前定、醋鉢児、棋譜、軍前請法師、凌総管出対、承天寺、義丈夫、解語盃、戯題小像、水仙子、銅銭代蓍、刑賞失宜、画家十三科                                           |
| 巻29 | 紀隆平、降真香、宋二十二帝、字音、許負、李玉渓先生、称地為双、骨咄犀、一門五節、一門三節、黄龍洞、黏接紙縫法、井珠、一銭太守廟、全真教、馬孝子、楊貞婦、窰器、墨、斲琴名手、古琴名、戯語、日家安命法、淮渦神、寄衣 |
| 巻30 | 印章制度、銀工、祖孝子、白日圜文、金霊馬、髹器、只孫宴服、銀錠字号、学宮講説、松江之変、果典坐、詩讖、書画楼、物必遇主、槍金銀法、磨兜堅箴、三笑図、官制字訛、巾幘考、履舄屨考 |

## 伝国璽
巻26には至元31年（1294年）に出現した伝国璽について詳しく記しているが、この説明は後に玉璽が出現したときにしばしば参照された。
明の弘治13年（1500年）に玉璽が発見されたが、書体が『輟耕録』などの記載と異なるために偽物とされた。
また、ホンタイジは1636年にリンダン・ハーンの子のエジェイから玉璽を入手したことを機に国号を大清国としたが、この玉璽は『輟耕録』の記載と異なっていた。
乾隆3年（1738年）には『輟耕録』の説明に合致する玉璽が出現したが、乾隆帝は好事者が作った偽物だとした。

## 日本への影響
『輟耕録』は明の『剪灯新話』などとともに、江戸時代に小説に翻案されたり、落語の元ネタとしても使われた。

## テキスト
『輟耕録』には元末の刻本と、明代の刻本がいくつかある。
承応元年（1652年）刊の和刻本がある。